# Джеймспорт (Міссурі)
Джеймспорт (англ. Jamesport) — місто (англ. city) в США, в окрузі Девісс штату Міссурі. Населення — 559 осіб (2020).

## Географія
Джеймспорт розташований за координатами 39°58′29″ пн. ш. 93°48′9″ зх. д. / 39.97472° пн. ш. 93.80250° зх. д. (39.974637, -93.802585).  За даними Бюро перепису населення США в 2010 році місто мало площу 1,46 км², з яких 1,45 км² — суходіл та 0,00 км² — водойми.

## Демографія
Згідно з переписом 2010 року, у місті мешкали 524 особи в 230 домогосподарствах у складі 145 родин. Густота населення становила 360 осіб/км².  Було 308 помешкань (212/км²).
Расовий склад населення:
| - 96,0 % — білих - 0,4 % — азіатів - 0,2 % — корінних американців |

До двох чи більше рас належало 3,4 %. Частка іспаномовних становила 0,6 % від усіх жителів.
За віковим діапазоном населення розподілялося таким чином: 27,5 % — особи молодші 18 років, 55,5 % — особи у віці 18—64 років, 17,0 % — особи у віці 65 років та старші. Медіана віку мешканця становила 38,4 року. На 100 осіб жіночої статі у місті припадало 90,5 чоловіків;  на 100 жінок у віці від 18 років та старших — 84,5 чоловіків також старших 18 років.
Середній дохід на одне домашнє господарство  становив 36 794 долари США (медіана — 23 750), а середній дохід на одну сім'ю — 47 653 долари (медіана — 33 125). За межею бідності перебувало 33,4 % осіб, у тому числі 54,2 % дітей у віці до 18 років та 28,4 % осіб у віці 65 років та старших.
Цивільне працевлаштоване населення становило 203 особи. Основні галузі зайнятості: освіта, охорона здоров'я та соціальна допомога — 21,7 %, будівництво — 20,2 %, роздрібна торгівля — 14,3 %, виробництво — 11,8 %.

## Персоналії
- Марта Скотт (1912 -2003) — американська актриса.